# Isochromodes despoliata
Isochromodes despoliata är en fjärilsart som beskrevs av Walker 1863. Isochromodes despoliata ingår i släktet Isochromodes och familjen mätare. Inga underarter finns listade i Catalogue of Life.